# Ранітидин
Ранітиди́н — противиразковий засіб, належить до групи блокаторів H2-гістамінових рецепторів. Він вибірково блокує гістамінові Н2-рецептори парієтальних клітин слизової оболонки шлунка і пригнічує виділення хлоридної кислоти. Під впливом ранітидину зменшується і загальний об'єм секреції, що призводить до зниження кількості пепсину у шлунковому вмісті.
Антисекреторна дія ранітидину створює сприятливі умови для загоювання виразок шлунка та дванадцятипалої кишки. Крім того, і сам ранітидин підвищує захисні фактори тканин гастродуоденальної зони: посилює репаративні процеси, поліпшує мікроциркуляцію, збільшує виділення слизових речовин.
У вересні 2019 року ймовірний канцероген N-нітрозодиметиламін (NDMA) був виявлений у продуктах ранітидину ряду виробників, що призвело до відкликання. Уже в 2020 році Ранітидин цілковито замінено на Фамотидин у США, призупинено використання в Європейському Союзі та Австралії.

## Фармакокінетика
Препарат після приймання внутрішньо добре всмоктується з травного тракту. Максимальна концентрація в плазмі крові досягається через 1 −3 год після приймання препарату. Тривалість інгібування секреції становить 8 — 12 годин. Приблизно 50 % препарату є біоакумульовані після перорального дозування, й існує значний пресистемний метаболізм. Їжа впливає мінімально на всмоктування. Зв'язування з білками — 15 %. Препарат проникає у спинномозкову рідину, грудне молоко та крізь плацентарний бар'єр. Ранітидин метаболізується незначно, з утворенням N-оксиду ранітидину, десметилранітидину і S-оксиду ранітидину. Активна секреція відбувається у ниркових канальцях. В основному препарат виводиться із сечею в незміненому вигляді (30 — 70 % наступного перорального дозування), частково — у вигляді метаболітів за 24 години. Період напіввиведення препарату становить 2 — 3 години після перорального приймання. Виведення значно затримується у пацієнтів з порушеннями функції печінки і нирок.

## Показання для застосування
Показанням для застосування є виразкова хвороба шлунка та дванадцятипалої кишки, неатрофічний гастрит з підвищеною секреторною діяльністю, гастроезофагеальний рефлюкс, гастродуоденіт та інші захворювання, що супроводжуються гіперсекрецією.
Спосіб застосування та дози. Для лікування виразкової хвороби в разі відсутності Helicobacter pylori, невиразковій дискінезії, гастродуоденіті, хронічному неатрофічному гастриті ранітидин приймають двічі на добу по 1 таблетці (150 мг) вранці та ввечері або 1 раз на ніч по 2 таблетки. Добова лікувальна доза ранітидину — 300 мг (2 таблетки по 150 мг). Приймання препарату не залежить від вживання їжі.

## Курс лікування
Курс лікування триває у середньому 4 — 6 тижнів і може бути подовжений до 8 тижнів. Для профілактики рецидивів виразкової хвороби препарат приймають по 1 таблетці 1 раз на добу (перед сном) протягом 45 днів у весняно-осінній період.
У хворих із супутнім порушенням функції нирок, при яких рівень креатиніну в сироватці крові перевищує 3,3 мг/100 мл, добова доза ранітидину зменшується до ½ таблетки двічі на добу (загальна доза — 150 мг). Максимальна добова доза 4 — 6 таблеток (600 мг) на добу.
Лікування гастроезофагеальної рефлюксної хвороби — по 1 таблетці 4 рази на добу, 4 — 8 тижнів. Підтримувальна терапія при гастроезофагеальному рефлюксі — по 1 таблетці на добу протягом 12 місяців.

## Побічна дія
Побічна дія з боку:
- Травного тракту: нудота, сухість у роті, запор, блювання, абдомінальний біль, підвищення активності печінкових трансаміназ, рідко — гепатоцелюлярний, холестатичний змішаний гепатит, гострий панкреатит.
- Органів кровотворення: лейкопенія, тромбоцитопенія, агранулоцитоз, панцитопенія, гіпо- і аплазія кісткового мозку, імунна гемолітична анемія.
- Серцево-судинної системи: зниження артеріального тиску, аритмії (брадикардія, тахікардія, атріовентрикулярна блокада, асистолія).
- Центральної нервової системи: головний біль, запаморочення, підвищена втомлюваність, сонливість, рідко — сплутаність свідомості, шум у вухах, роздратованість, депресія, галюцинації (в основному у пацієнтів похилого віку).
- Органів чуття: нечіткість зорового сприйняття, парез акомодації.
- Опорно-рухового апарату: арталгія, міалгія.
- Ендокринної системи: гіперпролактинемія, гінекомастія, аменорея, зниження лібідо, імпотенція.

Алергічні реакції: кропив'янка, шкірні висипання, ангіоневротичний набряк, анафілактичний шок, бронхоспазм, мультиморфна еритема.
Інші: алопеція, гіперпролактинемія, рецидивуючий паротит.

## Протипоказання
Протипоказанням до застосування препарату є:
- гіперчутливість до ранітидину,
- тяжкі порушення функції печінки і нирок,
- вагітність і лактація,
- вік до 14 років.

## Передозування
Симптоми передозування: судоми, брадикардія, шлуночкові аритмії.
Лікування — симптоматичне; промивання шлунка, спричинення блювання. При розвитку судом — призначення діазепаму внутрішньовенно; при брадикардії або шлуночковій аритмії — атропін, лідокаїн. Гемодіаліз — ефективний.

## Особливості застосування
З обережністю призначають ранітидин хворим з порушенням функції нирок, з порфірією (в анамнезі) і дітям старше 14 років. Перед початком лікування слід виключити наявність злоякісних новоутворень у стравоході, шлунку і дванадцятипалій кишці. У хворих похилого віку з порушеннями функції печінки або нирок можливий розлад (сплутаність) свідомості, що обумовлює необхідність зниження дози.
При довготривалому лікуванні в ослаблених хворих в умовах стресу можливе бактеріальне ураження шлунка.
Слід мати на увазі, що на тлі приймання ранітидину можливе спотворення результатів лабораторних показників — підвищення рівня креатиніну, активності трансаміназ і гама-глутамілтранспептидази в плазмі.
Під час лікування ранітидином слід утримуватися від занять потенційно небезпечними видами діяльності, що потребують підвищеної концентрації уваги і швидкості психомоторних реакцій.
Взаємодія з іншими лікарськими засобами. Паління знижує ефективність ранітидину. Збільшує AUC (площа під кривою «концентрація-час») і концентрацію метопрололу в сироватці крові (відповідно на 80 % і 50 %), при цьому період напіввиведення метопрололу підвищується з 4,4 до 6,5 годин.
Пригнічує метаболізм у печінці феназону, амінофеназону, діазепаму, гексобарбіталу, пропранололу, лідокаїну, фенітоїну (зростає ризик розвитку атаксії), теофіліну, непрямих антикоагулянтів (посилює їх дію).
Антациди, сукральфат — уповільнюють абсорбцію ранітидину (при одночасному застосуванні перерва між прийманням антацидів і ранітидину повинна бути не менше 1 — 2 годин).
Ранітидин сприяє уповільненню секреції нирками прокаїнаміду, збільшенню концентрації останнього в плазмі.